# Сержан, Бернар
Берна́р Сержа́н (фр. Bernard Sergent, род. 23 февраля 1946) — французский историк древнего мира и специалист по сравнительной мифологии. Работник НЦНИ, президент «Французского общества мифологии» (фр. Société de mythologie française).
Сержан — автор плодотворной работы по греческой мифологии «Гомосексуальность в греческом мифе», переведённой на английский двумя годами позже издательством Бикон Пресс. В 1986 году он написал исследование, охватившее гомосексуальность во всей древней Европе — «L’homosexualité initiatique dans l’Europe ancienne», которое до сих пор не переведено с французского.
В работе «Начало Индии» Сержан подвергает жёсткой критике последние анти-инвазионистские реконструкции ранней истории Древней Индии. Сам он придерживается традиционной гипотезы о вторжении индоариев на Индостан во 2 тысячелетии до н. э. При этом, по мнению Сержана, дравидское население не является автохтонным на Индостане, оно африканского происхождения.
Книга «Индоевропейцы — история, языки, мифы» является общим введением в историю, языки и культуру народов индоевропейской языковой семьи. Сержан определяет в качестве прародины индоевропейцев южнорусские степи и восстанавливает индоевропейскую религию при помощи метода Ж. Дюмезиля.
В монографии «Три функции индоевропейцев в Древней Греции. Т. 1. От Микен к трагике» Сержан рассматривает три функции Дюмезиля на примере греческого эпоса, лирической и драматической поэзии. Во втором, ещё не опубликованном, томе он собирается продолжить это исследование на материале греческой философии и религии.
Последняя работа Сержана, «Кельты и греки», посвящена сравнению кельтской и греческой мифологий. В первом томе «Книга героев» он сравнивает ирландского героя Кухулина с греческими Ахиллом, Беллерофонтом и Меланфием, а ирландский эпос «Похищение быка из Куальнге» с греческой «Илиадой». Последнее сравнение даёт Сержану повод говорить о праиндоевропейском эпосе, «Пред-Илиаде». Во втором томе Сержан показывает, как кельтский и греческий пантеоны вытекают из общего индоевропейского прошлого.

## Основные работы
- L’homosexualité initiatique dans l’Europe ancienne. Payot[фр.], 1986. ISBN 2228890529
- Les Indo-Européens. Payot, 1995 ISBN 2228889563
- Genèse de l’Inde. Payot, Paris. 1997 ISBN 9782228891165
- De Mycènes aux Tragique. Économica, 1998. ISBN 2717835873
- Celtes et Grecs. Payot, 1999.
- La guerre à la culture: aspects des attaques contre l’intelligence dans la période jospino-raffininesque. L'Harmattan, 2005. ISBN 9782747578233

### В английском переводе
- Homosexuality in Greek myth (transl. of L’homosexualité dans la mythologie grecque). Boston: Beacon Press[англ.], 1986. ISBN 0-8070-5700-2
- Paedestary and Political Life in Archaic Greek Cities // Gay studies from the French cultures: voices from France, Belgium, Brazil, Canada, and the Netherlands (англ.) / Rommel Mendès-Leite[фр.], Pierre-Olivier de Busscher. — Routledge, 1993. — ISBN 9781560244363.